# Бранкица Васић Василиса
Бранкица Васић Василиса је вокална уметница. Бави се традиционалном музиком Балкана. Ауторка је више песама са њених албума. Сва издања и музика Бранкице Васић Василисе имају статус уметничких дела од културног значаја за Србију.

## Биографија
Рођена је у Приштини.
У родном месту завршила је нижу и средњу музичку школу Стеван Мокрањац, одсек за теорију музике и соло певање. У Београду је завршила Музичку академију. Била је ученица Радмиле Бакочевић и Младена Јагушта. Певала је у хору Југословенске народне армије, хору Радио Београда и хору Колегијум музикум, под управом Даринке Матић Маровић.
Ван Србије постигла је позната кроз сарадњу са Гораном Бреговићем. За филм Краљица Марго, снимила је нумеру Le Matin. Са Гораном Бреговићем је сарађивала и за музику за филм Аризона Дрим. Песма Зајди, зајди у извођењу Бранкице Васић, налази се на саундтреку филма Спаситељ, у продукцији Оливера Стоуна. Сарађивала је и са Василом Хаџимановим, Сањом Илићем и Балкаником, Јованом Маљоковићем.
На албуму Гора јечи, аутор је песама Гора јечи и Касаба.

## Дискографија

### Албуми
- Била сам љубав друга твог - Југохит (1990)
- Гора јечи - најлепше народне песме - Take It Or Leave It Records (2002)
- Аманет - ПГП РТС (2005)[а]
- Успомена - ПГП РТС (2013)[5]

### Компилације
- Бреговић - Музика за филмове, ПГП РТС, Камрад (1994)
- Разни извођачи - Од бисера грана, најлепше народне песме, 1. део, Take It Or Leave It Records (2005)
- Разни извођачи - Од бисера грана, најлепше народне песме, 4. део, Take It Or Leave It Records (2005)
- Разни извођачи - Лети, лети, песмо моја мила, ПГП РТС (2006)

### Филмска музика
- Горан Бреговић - Arizona Dream (Original Motion Picture Soundtrack), Mercury, Комуна, (1993)
- Горан Бреговић - La Reine Margot (Bande Originale Du Film De Patrice Chereau), Philips, (1994)